# フィクションのエル・ドラード
「フィクションのエル・ドラード」は、水声社が発行するラテンアメリカ文学の専門叢書。判型は四六判。

## 概要
2013年から開始。編集は寺尾隆吉。
「欧米を席巻したラテンアメリカ文学の〈ブーム〉から半世紀を経た現在も、政治と社会の混乱のなかから、陸続と新しい小説、新しい小説家たちが現われ続けている。〈ブーム〉の巨匠たちから異色の新鋭まで、フィクションの未来を告げるシリーズ」とされる。（現時点で全33冊）

## 主なラインナップ
- 『ただ影だけ』（セルヒオ・ラミレス、寺尾隆吉訳）2013.4
- 『孤児』（フアン・ホセ・サエール、寺尾隆吉訳）2013.5
- 『境界なき土地』（ホセ・ドノソ、寺尾隆吉訳）2013.7
- 『別れ』（フアン・カルロス・オネッティ、寺尾隆吉訳）2013.10
- 『対岸』（フリオ・コルタサル、寺尾隆吉訳）2014.2
- 『八面体』（フリオ・コルタサル、寺尾隆吉訳）2014.8
- 『ガラスの国境』（カルロス・フエンテス、寺尾隆吉訳）2015.3
- 『ロリア侯爵夫人の失踪』（ホセ・ドノソ、寺尾隆吉訳）2015.7
- 『人工呼吸』（リカルド・ピグリア、大西亮訳）2015.9
- 『コスタグアナ秘史』（フアン・ガブリエル・バスケス、久野量一訳）2016.1
- 『方法異説』（アレホ・カルペンティエール、鼓直訳）2016.10
- 『襲撃』（レイナルド・アレナス、山辺弦訳）2016.11
- 『傷痕』（フアン・ホセ・サエール、大西亮訳）2017.2
- 『場所』（マリオ・レブレーロ、寺尾隆吉訳）2017.3
- 『バロック協奏曲』（アレホ・カルペンティエール、鼓直訳）2017.6
- 『圧力とダイヤモンド』（ビルヒリオ・ピニェーラ、山辺弦訳）2017.12
- 『マイタの物語』（マリオ・バルガス・ジョサ、寺尾隆吉訳）2018.1
- 『夜のみだらな鳥』（ホセ・ドノソ、鼓直訳）2018.2
- 『ライオンを殺せ』（ホルヘ・イバルグエンゴイティア、寺尾隆吉訳）2018.10
- 『犬を愛した男』（レオナルド・パドゥーラ、寺尾隆吉訳）2019.4
- 『案内係』（フェリスベルト・エルナンデス、浜田和範訳）2019.6
- 『気まぐれニンフ』（ギジェルモ・カブレラ・インファンテ、山辺弦訳）2019.12
- 『時との戦い』（アレホ・カルペンティエール、鼓直,寺尾隆吉共訳）2020.2
- 『吐き気』（オラシオ・カステジャーノス・モヤ、浜田和範訳）2020.6
- 『レオノーラ』（エレナ・ポニアトウスカ、富田広樹訳）2020.12
- 『帝国の動向』（フェルナンド・デル・パソ、寺尾隆吉訳）2021.1
- 『英雄たちの夢』（アドルフォ・ビオイ・カサーレス、大西亮訳）2021.5
- 『廃墟の形』（フアン・ガブリエル・バスケス、寺尾隆吉訳）2021.7
- 『燃やされた現ナマ』（リカルド・ピグリア、大西亮訳）2022.3
- 『グロサ』（フアン・ホセ・サエール、浜田和範訳）2023.2
- 『証人』フアン・ビジョーロ/山辺弦訳/2023.7
- 『閉ざされた扉』ホセ・ドノソ/寺尾隆吉訳/2023.9
- 『僕の目で君自身を見ることができたなら』カルロス・フランス/富田広樹訳/2024.4